# Hortence Vanessa Mballa Atangana
Pour les articles homonymes, voir Atangana.
Hortence Vanessa Mballa Atangana est une judokate camerounaise née le 5 janvier 1992 à Bikok. Elle évolue dans la catégorie des +78 kg.

## Palmarès

### Individuel
| Année | Compétition             | Lieu         | Résultat | Catégorie         |
| ----- | ----------------------- | ------------ | -------- | ----------------- |
| 2011  | Championnats d'Afrique  | Dakar        | 5e       | Toutes catégories |
| 2012  | Championnats d'Afrique  | Agadir       | 5e       | - 78 kg           |
| 2013  | Championnats d'Afrique  | Maputo       | 3e       | - 78 kg           |
| 2013  | Jeux de la Francophonie | Nice         | 5e       | - 78 kg           |
| 2014  | Championnats d'Afrique  | Port-Louis   | 3e       | - 78 kg           |
| 2014  | Jeux du Commonwealth    | Glasgow      | 3e       | - 78 kg           |
| 2015  | Championnats d'Afrique  | Libreville   | 3e       | - 78 kg           |
| 2015  | Jeux africains          | Brazzaville  | 3e       | - 78 kg           |
| 2016  | Championnats d'Afrique  | Tunis        | 1re      | - 78 kg           |
| 2016  | Championnats d'Afrique  | Tunis        | 1re      | Toutes catégories |
| 2017  | Championnats d'Afrique  | Antananarivo | 3e       | + 78 kg           |
| 2017  | Championnats d'Afrique  | Antananarivo | 1re      | Toutes catégories |
| 2018  | Championnats d'Afrique  | Tunis        | 3e       | + 78 kg           |
| 2018  | Championnats d'Afrique  | Tunis        | 3e       | Toutes catégories |
| 2019  | Championnats d'Afrique  | Le Cap       | 2e       | + 78 kg           |
| 2019  | Jeux africains          | Rabat        | 2e       | + 78 kg           |
| 2020  | Championnats d'Afrique  | Antananarivo | 1re      | + 78 kg           |